# Harihar
Harihar (Kannada: ಹರಿಹರ) ist eine ca. 85.000 Einwohner zählende Stadt im Distrikt Davanagere im südwestindischen Bundesstaat Karnataka. Die heute weitgehend industriell orientierte Stadt ist u. a. bekannt wegen eines Hoysala-Tempels aus dem Jahr 1224, der der nördlichste seiner Art ist.

## Lage
Harihar liegt im geografischen Zentrum Karnatakas auf dem Ostufer des Tungabhadra nahe der Einmündung des Flusses Haridra in einer Höhe von gut 540 m ü. d. M.; die Distriktshauptstadt Davanagere befindet sich ca. 18 km (Fahrtstrecke) südöstlich. Das Klima ist für indische Verhältnisse eher gemäßigt; Regen fällt hauptsächlich während der Monsunmonate Mai bis Oktober.

## Bevölkerung
Offizielle Bevölkerungsstatistiken werden erst seit 1991 geführt und veröffentlicht.
| Jahr      | 1991   | 2001   | 2011   |
| Einwohner | 66.647 | 78.723 | 83.219 |

Ca. 66 % der mehrheitlich Kannada sprechenden Bevölkerung sind Hindus und etwa 33 % sind Moslems; andere Religionen (Jains, Sikhs, Buddhisten, Christen) bilden zahlenmäßig kleine Minderheiten. Der männliche Bevölkerungsanteil ist ca. 5 % höher als der weibliche.

## Wirtschaft
Die Einwohner von Harihar leben überwiegend als Industriearbeiter, Handwerker, Händler und Kleindienstleister bzw. Tagelöhner. Auf den Feldern der Umgebung werden hauptsächlich Weizen, Linsen und Kichererbsen angebaut, aber auch Kokospalmen spielen eine wichtige Rolle im Wirtschaftsleben der Region.  

## Geschichte
Harihar war bereits ein wichtiger Ort im mittelalterlichen Hoysala-Reich. Im 15. und in der ersten Hälfte des 16. Jahrhunderts war die Gegend Teil des Vijayanagar-Reiches, im Jahr 1690 kam sie unter die Kontrolle des Fürstenstaates von Mysore, dessen Herrschaft jedoch in der zweiten Hälfte des 18. Jahrhunderts durch Hyder Ali (reg. 1761–1782) und seinen Sohn Tipu Sultan (reg. 1782–1799) unterbrochen wurde. Danach spielten die Briten bis zur Unabhängigkeit (1947) die dominierende militärische und wirtschaftliche Rolle in Südindien.

## Sehenswürdigkeiten

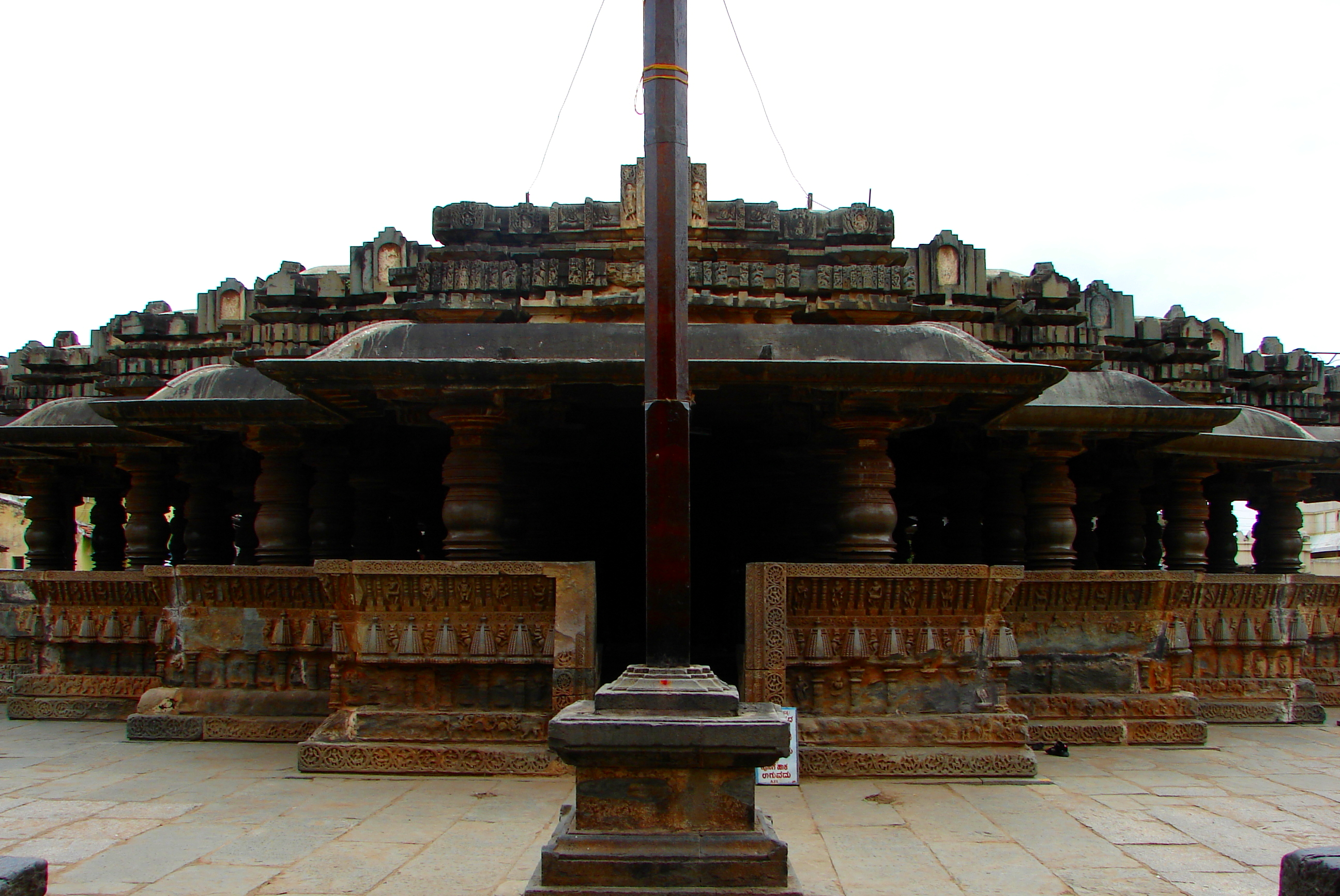
Harihareshwara-Tempel

- Der um 1224/5 als Stiftung eines wohlhabenden Hofbeamten unter König Vira Narasimha II. erbaute Harihareshwara-Tempel ist dem Hindu-Gott Harihara, einer Verschmelzung der Aspekte Shivas und Vishnus, geweiht. Über der im Westen befindlichen Cella (garbhagriha) erhebt sich ein aus späterer Zeit stammender Turm (vimana); davor befindet sich eine große über Eck gestellte Vorhalle (mandapa). Während der Tempel im Äußeren weitgehend schmucklos gestaltet ist, finden sich im Innern die für die Hoysala-Architektur typischen gedrechselten Specksteinsäulen; beachtenswert sind auch die unterschiedlichen Rosettendekore der Deckenkompartimente sowie das Eingangsportal zur Cella. Der Tempel wurde ebenerdig erbaut, ruht aber zum Schutz vor (Monsun-)Regen und freilaufenden Tieren auf einer knapp 60 cm hohen Sockelzone; eine rituelle Umwandlung (pradakshina) ist somit nur auf dem mit Steinplatten belegten Bodenniveau möglich.
- Vor dem Tempel erhebt sich eine ca. 4 m hohe Siegessäule. Seitlich des Tempels befindet sich die Skulptur eines liegenden Nandi-Bullen, dem Begleittier (vahana) Shivas.
- Unmittelbar neben dem Tempel wurden mehrere mittelalterliche Inschriftstelen aufgestellt.

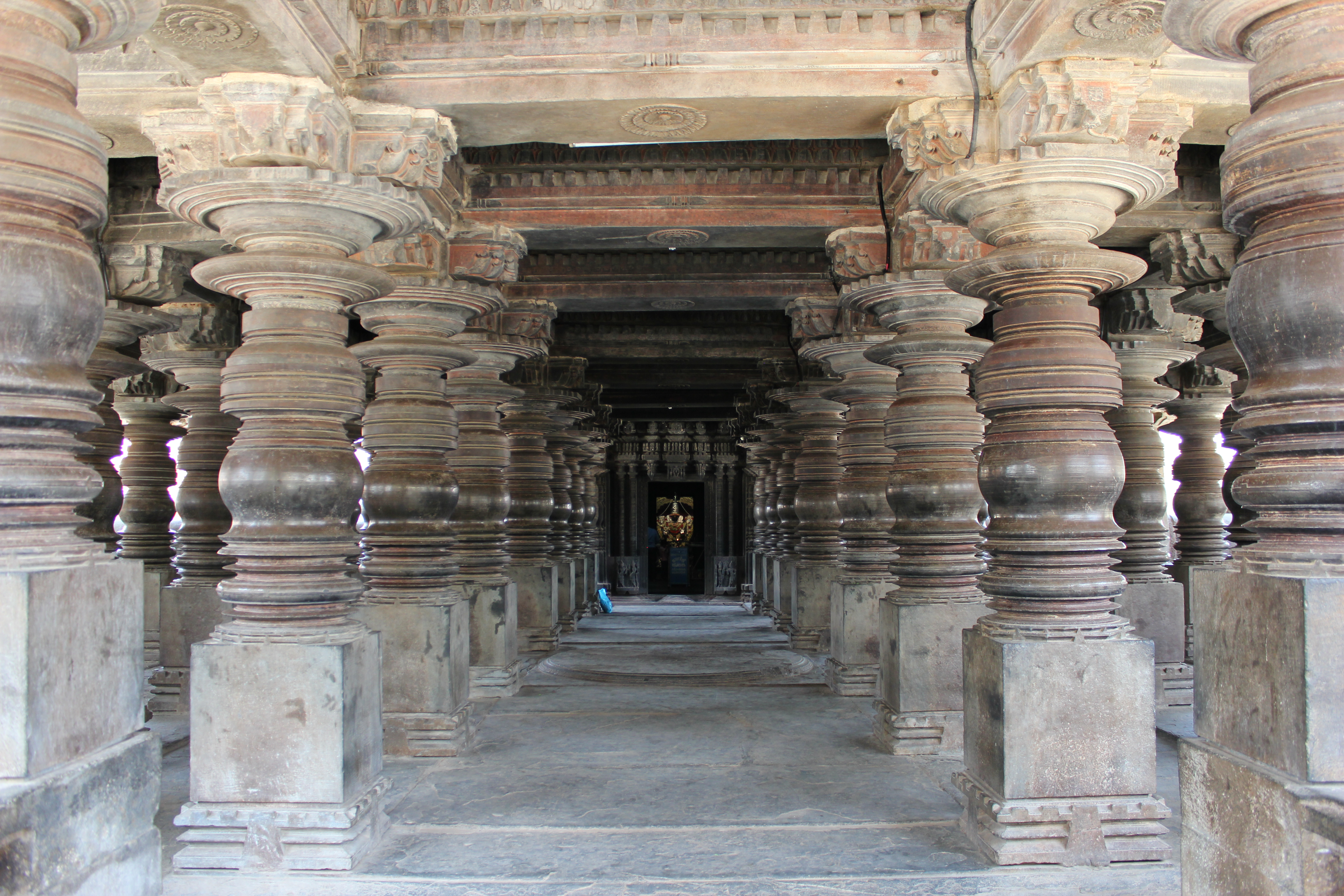
Vorhalle (mandapa)
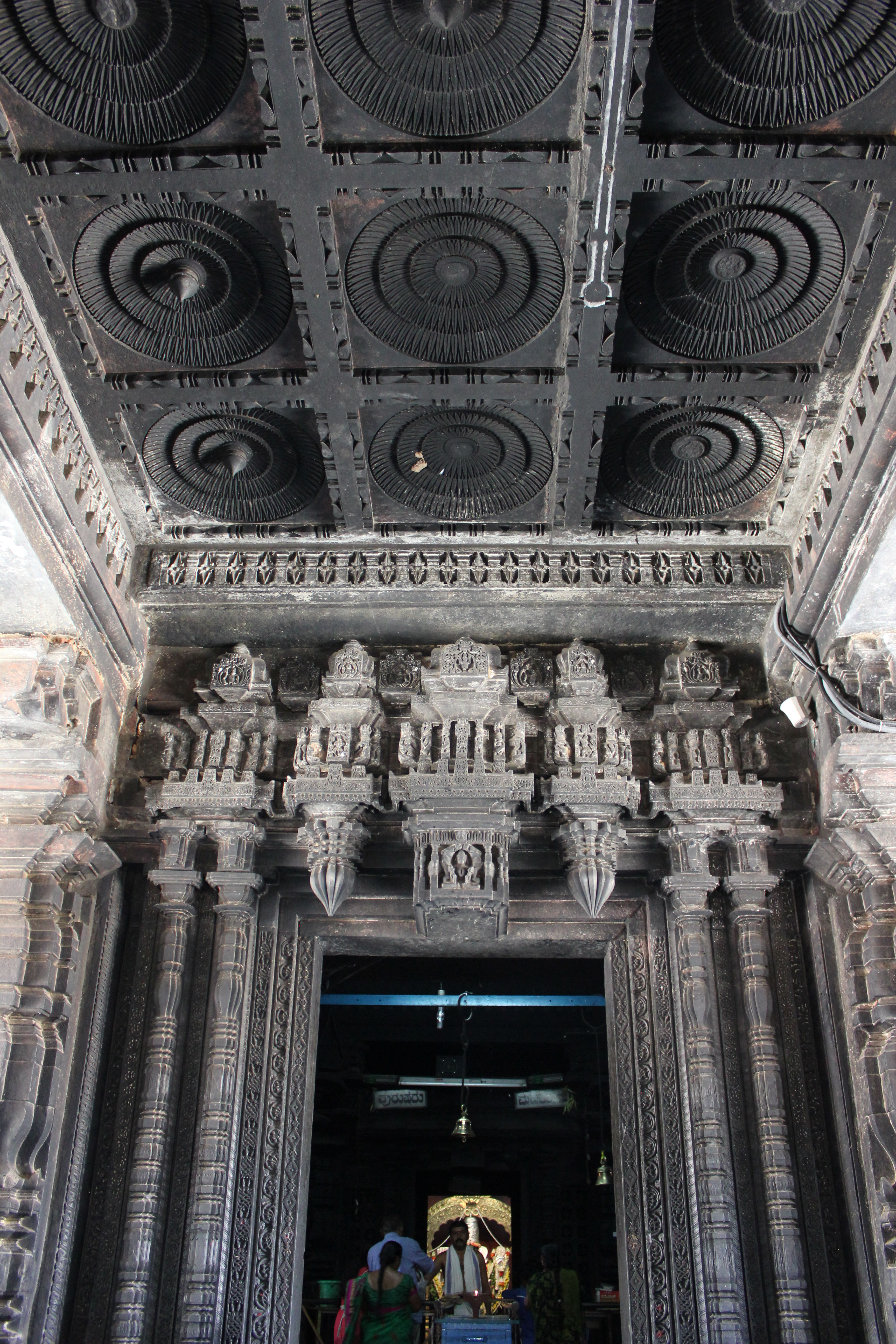
Eingang zur Cella
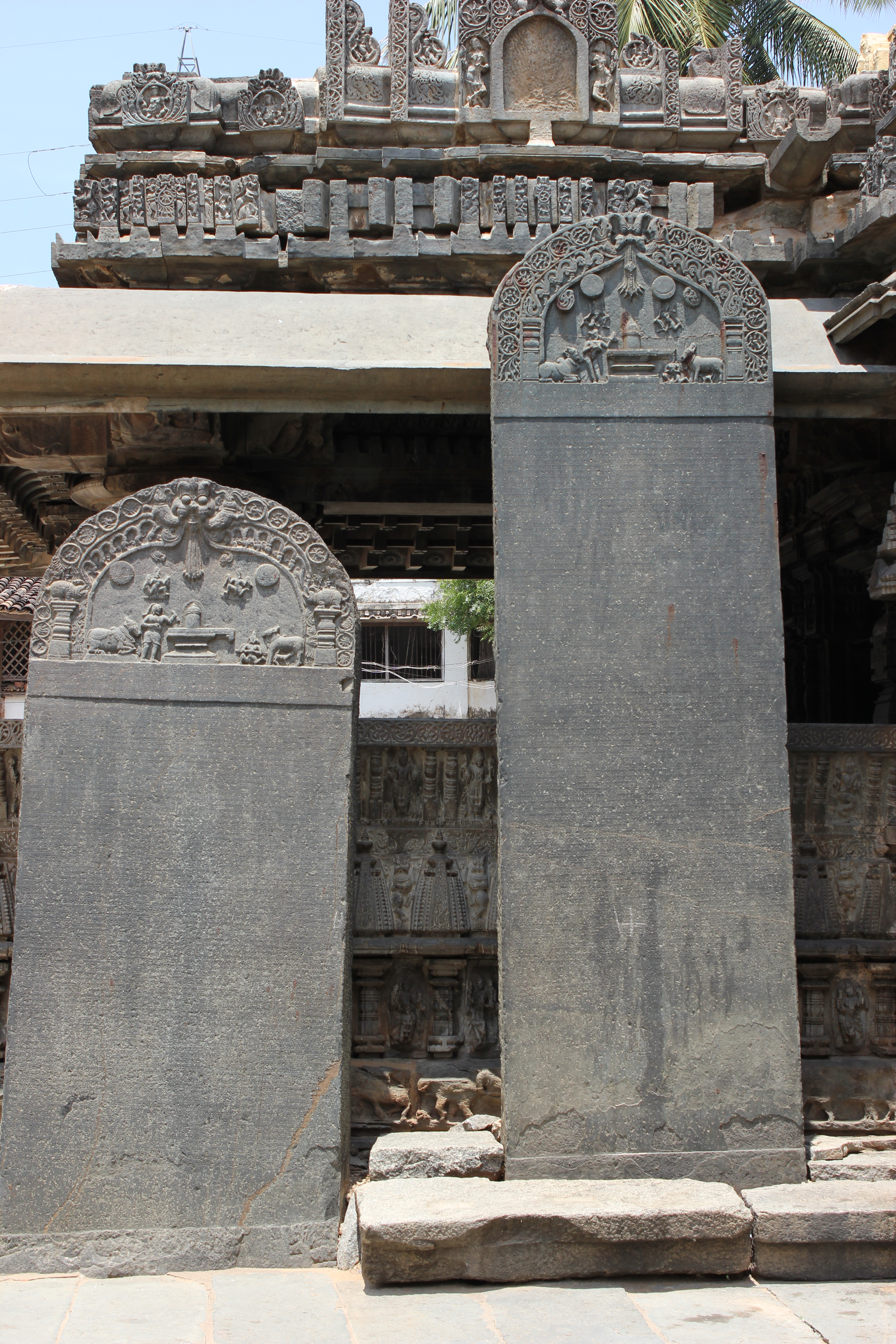
Inschriftstelen (um 1171 und 1224)

- Architektonisch interessant ist auch die neue römisch-katholische Kirche Our Lady of Health mit ihrem pagodenähnlichen Turm.